# 贝尔丘莱斯
贝尔丘莱斯，是西班牙安达卢西亚自治区格拉纳达省的一个市镇。总面积70平方公里，
2001年普查人口總數為754人，人口密度為每平方公里11人。